# بیمارستان قطب‌الدین شیرازی
بیمارستان قطب‌الدین شیرازی واقع در استان فارس، شهر شیراز بیمارستانی است دانشگاهی و درمانی وابسته به دانشگاه علوم پزشکی شیراز با ۶۴ تخت ثابت که در سال ۱۳۳۹ خورشیدی تأسیس گردید.
هم اکنون این بیمارستان دارای بخش‌های بخش اورژانس، اتفاقات سوختگی، اتاق عمل،  سوختگی اطفال، ICU سوختگی، سوختگی زنان ۲، جراحی عمومی، سوختگی مردان و دیگر واحدهای پاراکلینیکی و درمانگاهی می‌باشد.